# دونالد موفات
دونالد موفات (به انگلیسی: Donald Moffat) (زاده ۲۶ دسامبر ۱۹۳۰ - ۲۰ دسامبر ۲۰۱۸) بازیگر انگلیسی است.
از فیلم‌های معروف او می‌توان به بازی در فیلم بهترین زمان، آوای وحش، هیولا در گنجه، به دام افتاده در بهشت، واضح و خطر موجود، با توجه به هنری، خانه‌نشین، شمال دور و اقبال کلوچه اشاره کرد.